# Sommer-Paralympics 2020/Teilnehmer (Iran)
| stlisierte Goldmedaille | stlisierte Silbermedaille | stlisierte Bronzemedaille |
| ----------------------- | ------------------------- | ------------------------- |
| 12                      | 11                        | 1                         |

Die Teilnahme der iranischen Athleten bei den Paralympischen Sommerspielen 2020 in Tokio endete mit insgesamt 24 Medaillen. Die iranische Mannschaft gewann 12 Gold- und 11 Silbermedaillen sowie einmal die Bronzemedaille und belegte im Medaillenspiegel den 13. Platz. Es war die bis dato erfolgreichste Teilnahme des Iran bei den Paralympics.

## Medaillenspiegel
| Rang | Sportart       | Gold | Silber | Bronze | Gesamt |
| ---- | -------------- | ---- | ------ | ------ | ------ |
| 1    | Leichtathletik | 5    | 6      | —      | 11     |
| 2    | Judo           | 2    | —      | —      | 2      |
| 3    | Powerlifting   | 1    | 3      | 1      | 5      |
| 4    | Taekwondo      | 1    | 1      | —      | 2      |

## Teilnehmer
Source:
| Sport                | Herren | Frauen | Gesamt |
| -------------------- | ------ | ------ | ------ |
| Bogenschießen        | 4      | 2      | 6      |
| Leichtathletik       | 14     | 2      | 16     |
| Kanufahren           | 1      | 1      | 2      |
| Radfahren            | 1      | 0      | 1      |
| Judo                 | 2      | 0      | 2      |
| Powerlifting         | 5      | 0      | 5      |
| Sitzvolleyball       | 12     | 0      | 12     |
| Schießen             | 0      | 3      | 3      |
| Taekwondo            | 2      | 1      | 3      |
| Rollstuhl-Basketball | 12     | 0      | 12     |
| Gesamt               | 53     | 9      | 62     |